# Alexandrina pudens
Alexandrina pudens är en insektsart som beskrevs av Otte, D. och Perez-gelabert 2009. Alexandrina pudens ingår i släktet Alexandrina och familjen syrsor. Inga underarter finns listade i Catalogue of Life.